# ピコットタウン
『ピコットタウン』 は、株式会社ARUMGAMESにより開発され、株式会社ゲームオンにて配信・運営されているiOS・Android用ゲームアプリ。2020年4月16日にサービスを開始。基本プレイ無料（アイテム課金制）。
プレイヤーが城主として、トロールに荒らされた町を復興していく経営シミュレーションゲーム。

## 概要
特徴としては、一般的な農園ゲームの要素に加え、キャラクターを町の施設に配置＆洞窟などを探検させたり、マーケットやギルドイベント等、他プレイヤーとの交流要素も豊富にあるという点が挙げられる。基本プレイは無料で、アイテム課金方式（F2P）を採用している。